# Josef Lothar Entres
Josef Lothar Entres (auch Joseph; * 22. Juni 1883 in Würzburg; † nach 1945) war ein deutscher Psychiater.

## Leben und Wirken
Er studierte Medizin und promovierte 1907 an der Universität Würzburg. Von 1908 bis 1916 arbeitete er an der Heil- und Pflegeanstalt Werneck, danach als Oberarzt an der Heil- und Pflegeanstalt Eglfing. 1928 wurde er zum Direktor der Heil- und Pflegeanstalt Werneck bestimmt. 1933 geriet Entres als bekennender Katholik in Konflikt mit der NSDAP. Er wurde verhaftet und in Bamberg vor Gericht gestellt. Zum Januar 1935 wurde er als Direktor an die Heil- und Pflegeanstalt Kutzenberg zwangsversetzt, wo er bis zu deren Auflösung 1946 wirkte.
Entres war ein Schüler des Eugenikers Ernst Rüdin. Sein Spezialgebiet war die Chorea Huntington. Unter seinem Direktorium wurden in Kutzenberg Sterilisierungen und – gegen seinen Willen – Abholungen zur Ermordung von Patienten im Rahmen der Aktion T4 durchgeführt.

## Schriften
- Ueber die Hirngewichtsverhältnisse bei der progressiven Paralyse. 1907 (Dissertation, Universität Würzburg, 1907).
- Ueber den Schädelinhalt Geisteskranker. In: Archiv für Psychiatrie und Nervenkrankheiten. Bd. 54, H. 3, Juli 1914, S. 1015–1030, DOI:10.1007/BF02088317.
- Zur Klinik und Vererbung der Huntingtonschen Chorea (= Monographien aus dem Gesamtgebiete der Neurologie und Psychiatrie. Bd. 27; = Studien über Vererbung und Entstehung geistiger Störungen. Bd. 3). Springer, Berlin 1921 (eingeschränkte Vorschau in der Google-Buchsuche).
- Genealogische Studien zur Differentialdiagnose zwischen Wilsonscher Krankheit und Huntingtonscher Chorea. In: Zeitschrift für die gesamte Neurologie und Psychiatrie. Bd. 98, H. 1, Dezember 1925, S. 476–509, DOI:10.1007/BF02897640.
- Vererbung, Keimschädigung. In: Oswald Bumke (Hrsg.): Handbuch der Geisteskrankheiten. Band 1, Springer, Berlin 1928, S. 50–307.
- Ein Beitrag zur Geschichte der unterfränkischen Kreis-Heil- und Pflegeanstalt Werneck. Anlässlich des 75 jährigen Bestehens der Anstalt Werneck am 29.6.1930. In: Allgemeine Zeitschrift für Psychiatrie. Bd. 94, 1931, S. 267–280.
- mit Klaus Conrad, Ferdinand Adalbert Kehrer, Friedrich Meggendorfer, Kurt Pohlisch: Die erbliche Fallsucht. Der Erbveitstanz (Huntingtonsche Chorea). Der schwere Alkoholismus  (= Handbuch der Erbkrankheiten. Hrsg. von Arthur Gütt. Bd. 3). Thieme, Leipzig 1940.
- Erbbiologische Untersuchungen über eine als Schizophrenie diagnostizierte Psychose. In: Allgemeine Zeitschrift für Psychiatrie. Bd. 115, 1940, S. 238–256.